# Phacelia cryptantha
Phacelia cryptantha är en strävbladig växtart som beskrevs av Edward Lee Greene. Phacelia cryptantha ingår i Faceliasläktet som ingår i familjen strävbladiga växter. Inga underarter finns listade i Catalogue of Life.

## Bildgalleri

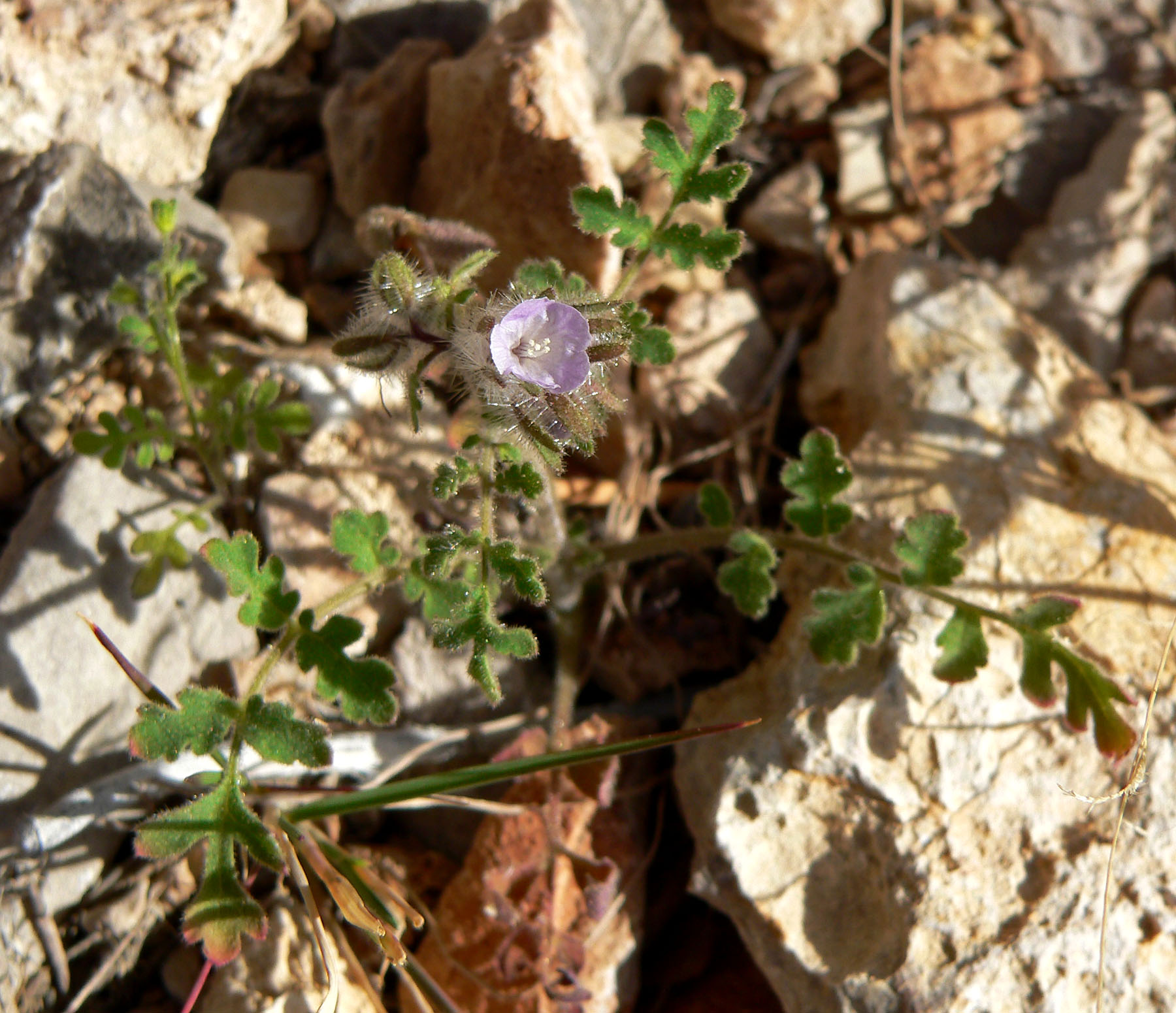
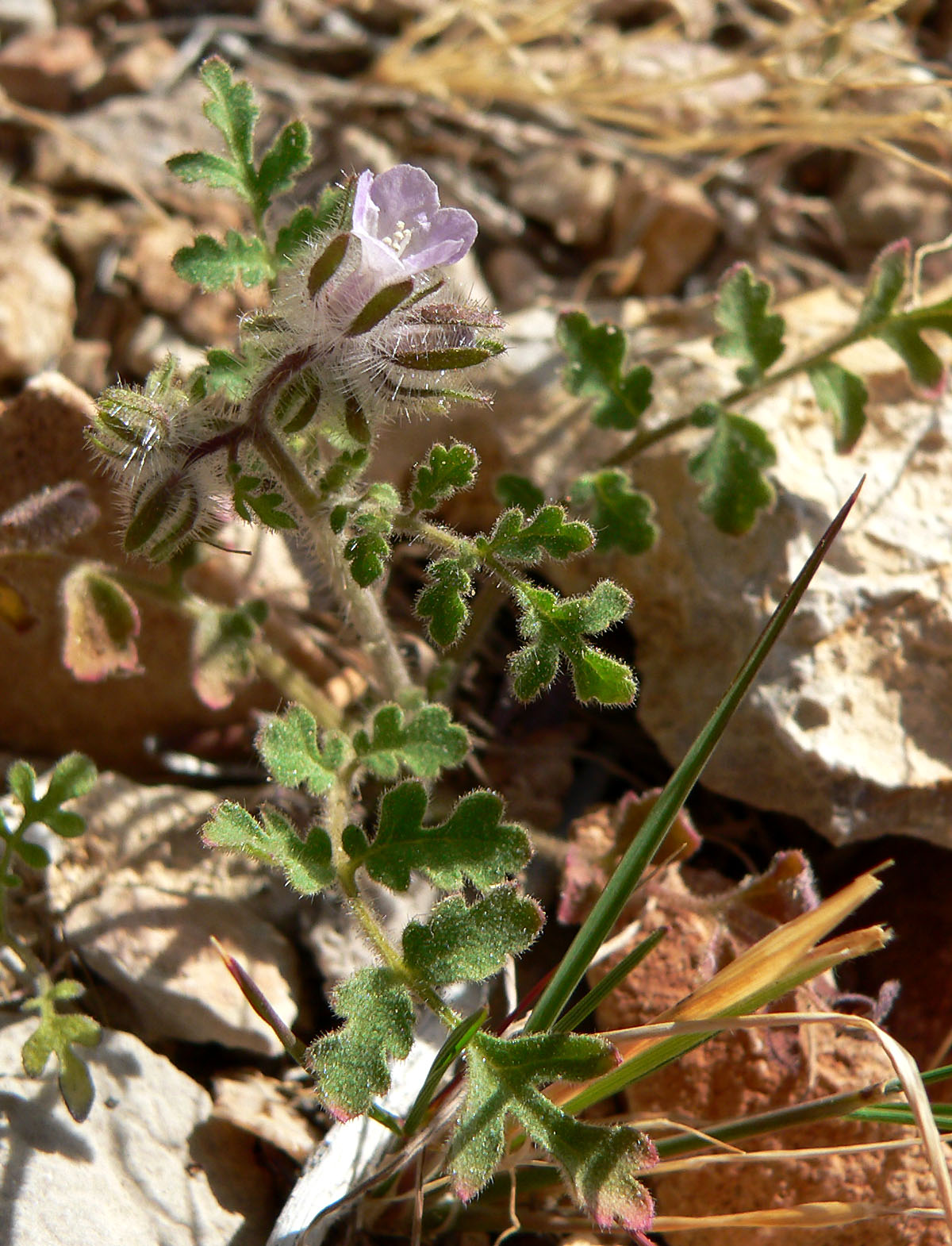
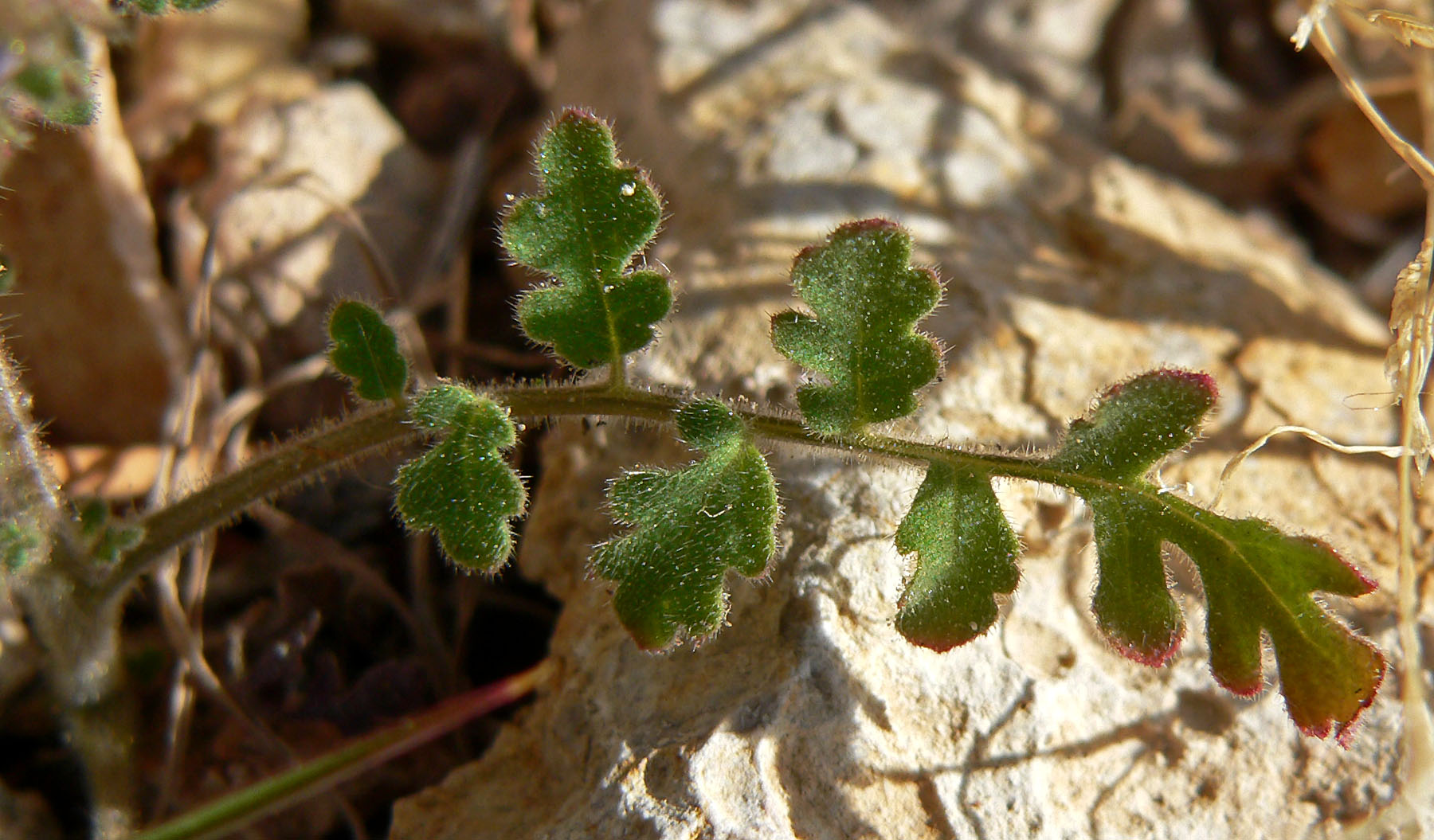
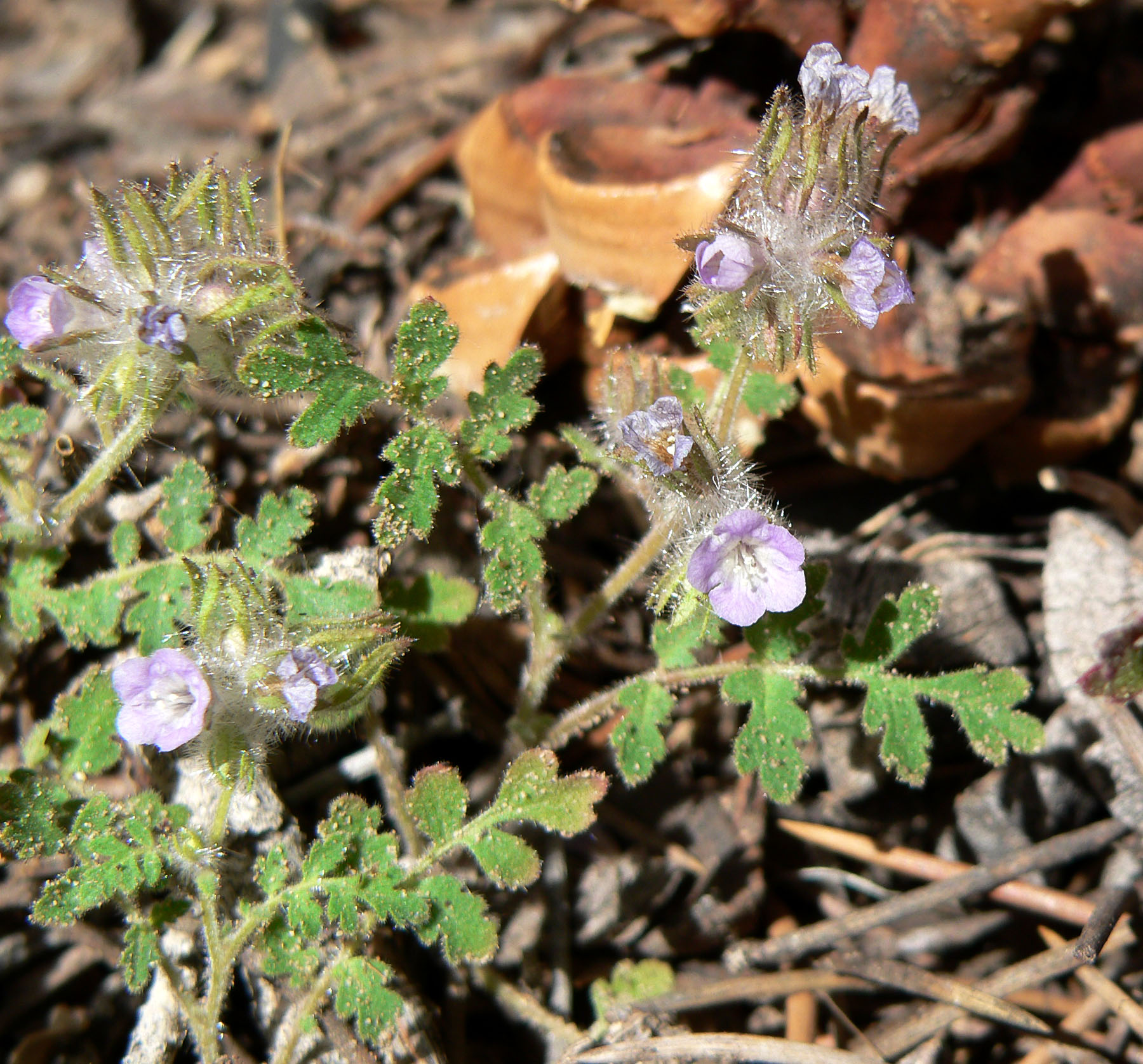
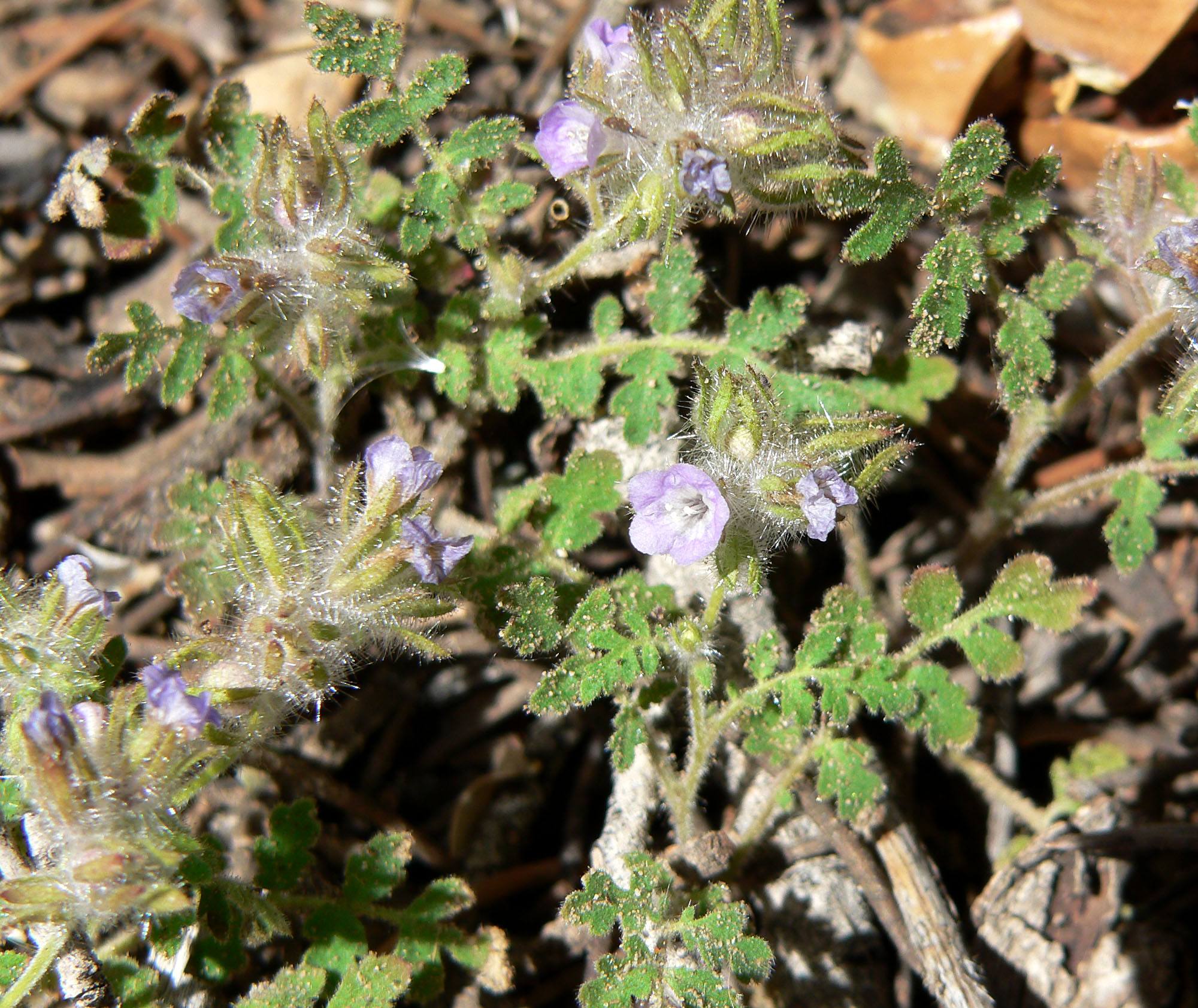
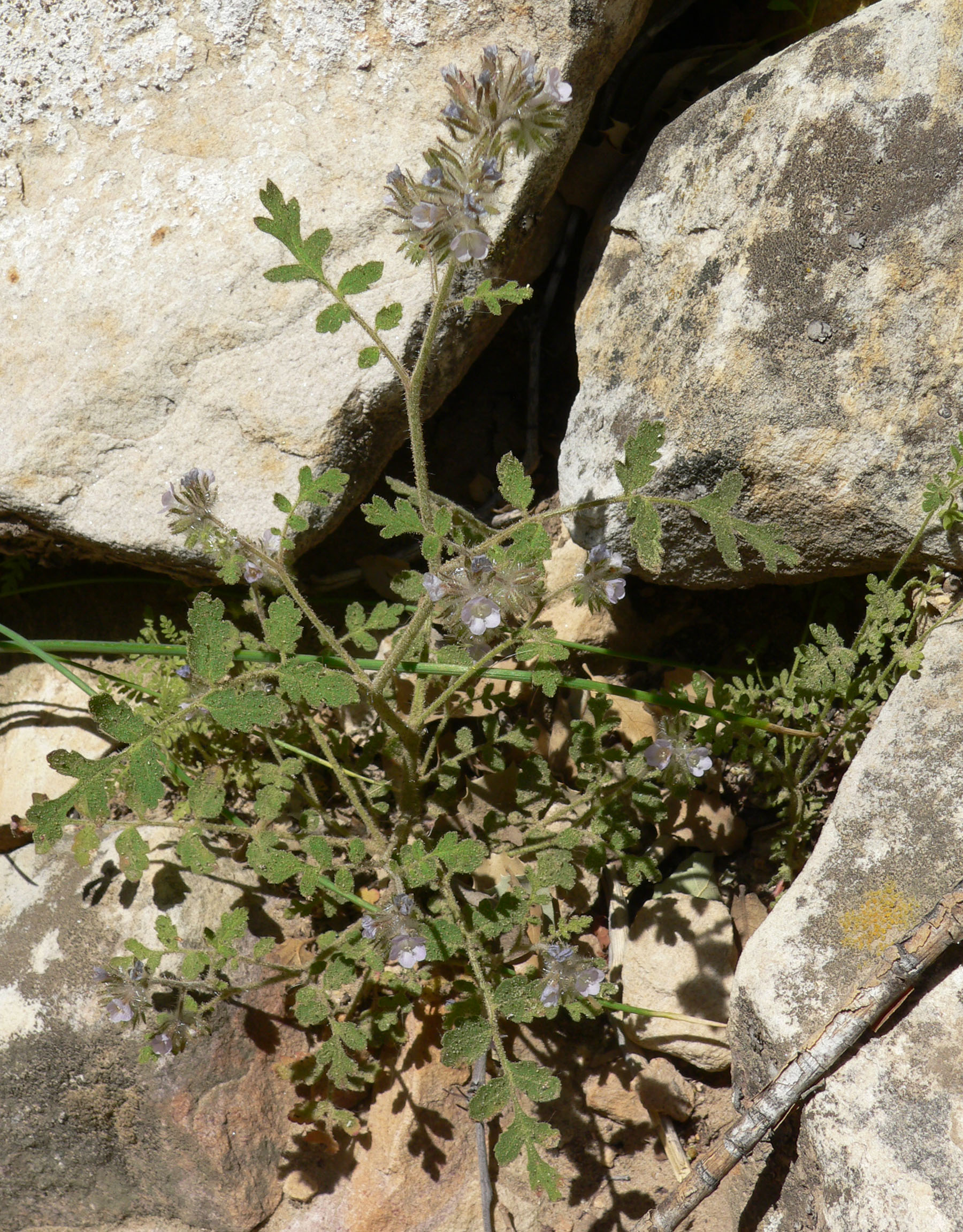